# Armando Rodríguez (beisbolista)
Armando Alberto de Jesús Rodríguez Guzmán (nacido el 28 de enero de 1988 en San Cristóbal, Dominicano) es un lanzador de ligas menores que pertenece a la organización de los Olmecas de Tabasco en la Liga Mexicana de Béisbol y para los Leones del Caracas en la Liga Venezolana de Béisbol Profesional (LVBP).

## Carrera

### 2007
Armando Rodríguez comenzó su carrera profesional en 2007 con los 'DSL Mets', terminando con récord de 2-2 con una efectividad de 3.46 en 11 partidos (dos como abridor), y ponchó a 29 bateadores en 26 entradas.

### 2008
En 2008, una vez más con los 'DSL Mets', Armando Rodríguez terminó con récord de 4-4 con una efectividad de 2.62 en 15 partidos (13 como abridor), esta vez ponchando a 81 bateadores en 72 entradas. Fue trasladado a los Estados Unidos.

### 2009
En 2009, lanzando con los 'Kingsport Mets' y 'Savannah Sand Gnats'. Tuvo récord de 5-2 con una efectividad de 2.74 en 12 aperturas.

### 2010
En 2010, Rodríguez tuvo récord de 8-9 con efectividad de 3.08 en 27 aperturas con los 'Savannah Sand Gnats', y ponchó a 152 bateadores en 146 entradas.

### LIDOM
Fue la selección número 7 de los Leones del Escogido en el sorteo de novatos LIDOM.
Rodríguez hace su debut El 23 de octubre de 2010 en La Liga de Béisbol Profesional de la República Dominicana con los Leones del Escogido, se fue de 1 ganado y 0 perdidos con una efectividad de 1.97 en 8 juegos, ponchó a 11 bateadores en 10 1/3 entradas, permitió 13 hit, 8 carreras, 0 jonrón y 3 base por bolas.

### 2011
En 2011 tuvo 16 salidas como abridor en clase A avanzada de la Florida State League con la organización St. Lucie Mets, completó 75.0 entradas, su récord fue de 4-4 y su efectividad de 3.96, ponchó 74 y otorgó 29 transferencias.

### LIDOM
Desde el 15 de octubre de 2011 hasta el 21 de diciembre de 2011 participa de nuevo con los Leones del Escogido, se fue de 1 ganado y 0 perdidos con una efectividad de 2.53 en 10 juegos, ponchó a 11 bateadores en 10 2/3 entradas, permitió 6 hit, 4 carreras, de las cuales 1 fue limpia, 1 jonrón y 5 base por bolas. Rodríguez queda campeón con la organización de Los Leones del Escogido de Liga de Béisbol Profesional de la República Dominicana 2011-2012.

### Serie del Caribe
El equipo de los Leones del Escogido representó a la República Dominicana en la Serie del Caribe 2012, ganando la serie 4-2 quedando campeón de la Serie del Caribe. Donde Rodríguez También participó.
En 2012 jugó en Doble-A en La Liga del Este con Binghamton Mets y Triple-A en La Liga Internacional con Buffalo Bisons, en total estuvo en 35 partidos (4 como abridor), lanzó 77.0 entradas, su récord fue de 2-3 con efectividad de 3.16, ponchó 79 y otorgó 23 transferencias.

### LIDOM
Desde el 18 de octubre de 2012 hasta el 18 de diciembre de 2012 participa de nuevo con los Leones del Escogido, se fue de 2 ganado y 1 perdido con una efectividad de 3.16 en 20 juegos, ponchó a 61 bateadores en 25 2/3 entradas, permitió 11 hit, 12 carreras, de las cuales 3 fue limpia, 1 jonrón y 15 bases por bolas. Rodríguez queda de nuevo campeón con la organización de Los Leones del Escogido de La Liga de Béisbol Profesional de la República Dominicana 2012-2013.

### Serie del Caribe
Los Leones del Escogido representaron a República Dominicana en la Serie del Caribe que se disputó en Hermosillo, pero perdieron en la final por 4-3 contra el equipo mexicano Yaquis de Obregón. Los Leones vencieron a los Yaquis de Obregón en sus dos primeros duelos y terminaron la Serie del Caribe con el mejor récord (5-2), incluyendo el final. Rodríguez participó en la Serie del Caribe el 2 de febrero lanzó contra Criollos de Caguas 3/3 entradas en el octavo inning , sin permitir ni hits, ni carreras,(Reporte) el 3 de febrero lanzó contra Yaquis de Ciudad Obregón 2/3 entradas en el quinto inning , sin permitir ni hits ni carreras,(Reporte) el 6 de febrero lanzó contra Navegantes del Magallanes 1/3 entradas en el octavo inning , sin permitir ni hits ni carreras, el cual le permite ser el lanzador ganador del partido quedando la LG:  Armando Rodríguez (1-0)(Reporte)  LP: Víctor Moreno (0-1)  SV: Jailen Peguero (1), el 7 de febrero lanzó contra Yaquis de Ciudad Obregón 1 entrada y 2/3 ponchó a 2 permitiendo 1 base por bola, pero pierden el partido.(Reporte)
En 2013 lanzó en Doble-A en La Liga del Este con Binghamton Mets y Triple-A en La Liga de la Costa del Pacífico con Las Vegas 51s, en total estuvo en 50 partidos, completó 63.2 entradas, su récord fue de 2 ganados, 4 perdidos, su efectividad estuvo en 4.81, ponchó 61 y otorgó 33 transferencias.

### LIDOM
Desde el 18 de octubre de 2013 hasta el 21 de diciembre de 2013, participa de nuevo con los Leones del Escogido, se fue de 2 ganado y 1 perdido con una efectividad de 1.40 en 23 juegos, ponchó a 29 bateadores en 25 2/3 entradas, permitió 14 hit, 5 carreras, de las cuales 1 fue limpia, 0 jonrón y 7 bases por bolas. en La Liga de Béisbol Profesional de la República Dominicana Temporada 2013-2014.

### 2014
En 2014 firmó para jugar con los Saraperos de Saltillo en la Liga Mexicana. Armando Rodríguez llega a Saraperos en un momento en el que la novena saltillense ha repuntado tanto a la ofensiva, así como al pitcheo se refiere, por lo que su aportación será fundamental para sumar en la parte final de los juegos.

### Liga Mexicana
Desde el 15 de abril de 2014 hasta el 13 de agosto de 2014, participa con los Saraperos de Saltillo, se fue de 7 ganado y 6 perdidos con una efectividad de 2.95 en 47 juegos, ponchó a 67 bateadores en 58 entradas, permitió 54 hit, 27 carreras, de las cuales 8 fue limpias, 3 jonrones y 19 bases por bolas.  en la temporada LMB 2014.

### LIDOM
Desde el 17 de octubre de 2014 hasta el 19 de diciembre de 2014, participa de nuevo con los Leones del Escogido, se fue de 2 ganado y 1 perdido, con una efectividad de 4.67 en 19 juegos, ponchó a 19 bateadores en 17 1/3 entradas, permitió 17 hit, 11 carreras, de las cuales 2 fueron limpias, 1 jonrón y 6 bases por bolas. en La Liga de Béisbol Profesional de la República Dominicana Temporada 2014-2015, los Leones del Escogido no clasifican al Round Robin o Todos contra Todos.

### Liga Mexicana
El club Olmecas de Tabasco anunció la contratación del lanzador derecho dominicano Armando Rodríguez, quien cubrirá la plaza de sexto extranjero.
Desde el 5 de abril de 2015 hasta el 12 de agosto de 2014, participa con los Olmecas de Tabasco, se fue de 4 ganado y 3 perdidos con una efectividad de 3.39 en 59 juegos, ponchó a 83 bateadores en 63 2/3 entradas, permitió 43 hit, 24 carreras, de las cuales 2 fueron limpias, 3 jonrones y 21 bases por bolas.  en la temporada LMB 2015.

### LIDOM
Desde el 21 de octubre de 2015 hasta el 20 de diciembre de 2015, participa de nuevo con los Leones del Escogido, se fue de 0 ganado y 0 perdido, con una efectividad de 1.69 en 14 juegos, ponchó a 11 bateadores en 16 entradas, permitió 9 hit, 4 carreras, de las cuales 6 fueron limpias, 1 jonrón y 6 bases por bolas. en La Liga de Béisbol Profesional de la República Dominicana Temporada 2015-2016. Rodríguez queda de nuevo campeón con la organización de Los Leones del Escogido de La Liga de Béisbol Profesional de la República Dominicana 2015-2016.

### Serie del Caribe
los Leones del Escogido perdieron la Serie del Caribe 2016 4 juegos consecutivos.

### Liga Mexicana
Desde el 3 de abril de 2016 hasta el 24 de mayo de 2016, participa de nuevo con los Olmecas de Tabasco, se fue de 2 ganado y 2 perdidos con una efectividad de 2.700 en 22 juegos, ponchó a 16 bateadores en 23 1/3 entradas, permitió 11 hit, 8 carreras, de las cuales 1 fue limpia, 2 jonrones y 11 bases por bolas.  en la temporada LMB 2016. los Olmecas de Tabasco no clasificaron a los playoffs

### Liga Venezolana de Béisbol Profesional
El 26 10 de 2016, Por Prensa Leones del Caracas, el lanzador Rodríguez se une a Los Leones del Caracas